# ドン・フェローズ
ドン・フェローズ（Don Fellows,  1922年12月2日 - 2007年10月21日）は、アメリカ合衆国の俳優、声優である。

## 来歴
1922年、ユタ州のソルトレイクシティに生まれる。ウィスコンシン州で育ち、同州のウィスコンシン大学へ進学。後にリー・ストラスバーグに師事してアクターズ・スタジオで演劇を学んだ。1968年に端役でアンソニー・パーキンス主演の『かわいい毒草』などへ出演して俳優デビュー。1973年にはイギリスへ渡り、舞台へも進出して、アメリカとイギリスの両方でキャリアを築いた。
1981年にスティーヴン・スピルバーグ監督、ハリソン・フォード主演の冒険活劇『レイダース/失われたアーク《聖櫃》』へも出演。フォード演じるインディアナ・ジョーンズに聖櫃の探索を依頼するアメリカ陸軍情報部大佐を演じている。1980年代からは声優としての活動も目立ち、日本制作のアニメ映画『オーディーン 光子帆船スターライト』や『ルパン三世 バイバイ・リバティー・危機一発!』、『機動警察パトレイバー the Movie』などの作品の英語バージョンの声を当てた。

### 死去
2007年、イギリスのロンドンで死去。84歳だった。

## 出演作品

### 映画
- 刑事 The Detective (1968)
- かわいい毒草 Pretty Poison (1968)
- 罠 Trick Baby (1972)
- これがピーター・セラーズだ!/艶笑・パリ武装娼館 Soft Beds, Hard Battles (1974)
- 悪魔の生物教師 Mousey (1974) ※テレビ映画
- スパイクス・ギャング The Spikes Gang (1974)
- インサイド・アウト Inside Out (1975)
- The Naked Civil Servant (1975)
- オーメン Omen (1976)
- Death Play (1976)
- Alien Attack (1976) ※テレビ映画
- 合衆国最後の日 Twilight's Last Gleaming (1977)
- バレンチノ Valentino (1977)
- スペース2100 Destination Moonbase-Alpha (1978) ※テレビ映画
- The Billion Dollar Bubble (1978) ※声のみ
- ロンドン・コネクション The London Connection (1979)
- Licensed to Love and Kill (1979)
- スーパーマンII Superman II (1980)
- レイダース/失われたアーク《聖櫃》 Raiders of the Lost Ark (1981)
- 針の眼 Eye of the Needle (1981)
- Inside the Third Reich (1982) ※テレビ映画
- ファイナル・オプション Who Dares Wins (1982)
- エニグマ Enigma (1982)
- エレクトリック・ドリーム Electric Dreams (1984)
- The Dirty Dozen: Next Mission (1985)
- Wallenberg: A Hero's Story (1985)
- Reunion at Fairborough (1985)
- アメリカン・ウェイ The American Way (1986)
- 呪われたハネムーン Haunted Honeymoon (1986)
- パットン将軍 最後の日々 The Last Days of Patton (1986) ※テレビ映画
- スーパーマンIV Superman IV: The Quest for Peace (1987)
- Breakthrough at Reykjavik (1987) ※テレビ映画
- The Nightwatch (1989) ※テレビ映画
- The Price of the Bride (1990) ※テレビ映画
- ベルベット・ゴールドマイン Velvet Goldmine (1998)
- 耳に残るは君の歌声 The Man Who Cried (2000)

### 声の出演
- オーディーン 光子帆船スターライト Odin: Photon Sailer Starlight (1985) ※英語吹替
- ルパン三世 バイバイ・リバティー・危機一発! Goodbye Lady Liberty (1989) ※英語吹替
- 機動警察パトレイバー the Movie Patlabor: The Movie (1989) ※英語吹替
- 東京BABYLON Tokyo Babiron (1992, 1994) ※英語吹替
- X-エックス- 劇場版 X (1996) ※英語吹替

### テレビドラマ
- スタジオ・ワン Studio One (1951)
- 目撃者 The Witness (1960)
- The Defenders (1961)
- Mr.ブロードウェイ Mr. Broadway (1964)
- ダイヤルMを廻せ Dial M for Murder (1974)
- Spy Trap (1975)
- スペース1999 Space: 1999 (1975)
- Z Cars (1976)
- Rough Justice (1977)
- リリー Lillie (1978)
- ディズニーランド Disneyland (1979)
- ロアルド・ダール劇場/予期せぬ出来事 Tales of the Unexpected (1979)
- ザ・サンドバッガーズ The Sandbaggers (1980)
- オッペンハイマー Oppenheimer (1980)
- The Hard Word (1983)
- The Citadel (1983)
- Chance in a Million (1986)
- The Two Mrs. Grenvilles (1987)
- Great Performances (1987)
- The Beiderbecke Tapes (1987)
- Jeeves and Wooster (1992)
- モース警部 Inspector Morse (1993)
- カヴァナQ.C. Kavanagh QC (1997)
- Fun at the Funeral Parlour (2001)

### ビデオゲーム
- Headhunter (2002)